# Higgsovo praštevilo
Higgsovo praštevilo je praštevilo p za katerega p-1 deli kvadrat produkta manjših Higgsovih praštevil brez ostanka. 13 je na primer Higgsovo praštevilo, ker je kvadrat produkta manjših Higgsovih praštevil:
{\displaystyle \left(2\cdot 3\cdot 5\cdot 7\cdot 11\right)^{2}=2310^{2}=5336100}
deljiv brez ostanka z 12:
{\displaystyle 5336100/12=444675\;.}
17 ni Higgsovo praštevilo, saj je ostanek pri deljenju kvadrata produktov manjših Higgsovih praštevil 901800900 s 16 enak 4 (901800900 je kongruentno 4 mod (17 - 1)).
Kvadrate je moč posplošiti na kube, četrte potence, itd. Za dani eksponent a za Higgsovo praštevilo velja:
{\displaystyle \varphi (Hp_{n})|\prod _{i=1}^{n-1}{Hp_{i}}^{a}{\mbox{ in }}Hp_{n}>Hp_{n-1}\;,}
kjer je φ(x) aritmetična Eulerjeva funkcija φ. Po dogovoru je najmanjše Higgsovo praštevilo 2.
Za kvadrate so prva Higgsova praštevila (OEIS A007459):
2, 3, 5, 7, 11, 13, 19, 23, 29, 31, 37, 43, 47, 53, 59, 61, 67, 71, 79, 101, 107, ...
Ni znano ali obstaja neskončno mnogo Higgsovih praštevil za poljuben eksponent a večji od 1. Razmere za a = 1 se precej razlikujejo, saj obstajajo le štiri takšna praštevila: 2, 3, 7 in 43: 2 · 3 · 7 / (43 - 1) = 1. Zaporedje je enako prvim štirim členom Sylvestrovega zaporedja. Velja sicer: 2 · 3 · 7 · 43 / (1807 - 1) = 1, vendar 1807 = 13 · 139 ni praštevilo. Je pa praštevilo spet šesti člen Sylvestrovega zaporedja, sedmi člen, 10650056950807 = 547 · 607 · 1033 · 31051, in osmi, 113423713055421844361000443 = 29881 · 67003 · 9119521 · 6212157481, pa spet nista praštevili. Prav tako niso praštevila deveti do devetnajsti člen Sylvestrovega zaporedja.
Leta 1993 sta S. Burris in S. Lee odkrila da je približno petina praštevil manjših od milijon Higgsovih praštevil in zaključila da četudi je zaporedje Higgsovih praštevil za kvadrate končno, »izračun z računalnikom ni izvedljiv«.

## Praštevila, ki niso Higgsova praštevila
Praštevila, ki niso Higgsova praštevila, je moč za eksponente do 7 bolj zgoščeno prikazati.
| Eksponent | 75-to Higgsovo praštevilo | Praštevila, ki niso Higgsova praštevila, manjša od 75-tega Higgsovega praštevila |
| --------- | ------------------------- | --- |
| 2         | 827                       | 17, 41, 73, 83, 89, 97, 103, 109, 113, 137, 163, 167, 179, 193, 227, 233, 239, 241, 251, 257, 271, 281, 293, 307, 313, 337, 353, 359, 379, 389, 401, 409, 433, 439, 443, 449, 457, 467, 479, 487, 499, 503, 521, 541, 563, 569, 577, 587, 593, 601, 613, 617, 619, 641, 647, 653, 673, 719, 739, 751, 757, 761, 769, 773, 809, 811, 821, 823 (OEIS A126790) |
| 3         | 521                       | 17, 97, 103, 113, 137, 163, 193, 227, 239, 241, 257, 307, 337, 353, 389, 401, 409, 433, 443, 449, 479, 487 |
| 4         | 419                       | 97, 193, 257, 353, 389 |
| 5         | 397                       | 193, 257 |
| 6         | 389                       | 257 |
| 7         | 389                       | 257 |

Fermatovo praštevilo {\displaystyle 2^{2^{n}}} ne more biti Higgsovo praštevilo za potence a, če je a manjši od 2n.